# Atractus guentheri
Atractus guentheri là một loài rắn trong họ Colubridae. Loài này được Wucherer mô tả khoa học đầu tiên năm 1861.